# 北坛街道
北坛街道，是中华人民共和国山西省晋中市介休市下辖的一个乡镇级行政单位。

## 行政区划
北坛街道下辖以下地区：
花园社区、北坛社区、彦泰社区、盛华丽园社区、安泰社区、安居苑社区、亚泰苑社区和汾秀社区。